# Vídeo educatiu
El vídeo educatiu és un material didàctic audiovisual que, juntament amb l'animació, té un gran poder per atraure l'atenció als usuaris al presentar continguts dinàmics i significatius. Cada vegada més la realitat se'ns presenta com a audiovisual i en l'àmbit educatiu s'han donat moltes aplicacions pedagògiques a aquest ja tant conegut recurs.
El seu objectiu o finalitat és educatiu i pretén provocar sensacions, conscienciar i/o ensenyar. Es tracta d'un recurs TIC (tecnologies de la informació i comunicació) que a partir d'Internet i la reducció de costos, actualment té més fàcil accés i distribució universal. Gràcies a la Web 2.0, avui dia tothom pot accedir a multitud de vídeos a la xarxa, compartir-los i fins i tot crear-los de la manera més creativa.

## Característiques
Algunes de les principals característiques del vídeo educatiu són les següents: 
- És un recurs que es pot obtenir i/o desenvolupar amb un cost baix.
- La seva facilitat d'ús possibilita que tothom hi pugui tenir accés.
- El suport digital permet que el vídeo es pugui reproduir un número il·limitat de vegades.
- Inclou amenitat i dinamisme que produeixen una millor assimilació del contingut del vídeo.
- Permet l'adaptació al públic receptor. La selecció del llenguatge visual i verbal és important a l'hora de fer arribar el missatge audiovisual correctament, s'ha d'adequar a l'oient i espectador.
- Reforça els coneixements previs i potencia la construcció de nous.
- Aporta l'aspecte interdisciplinar al poder incloure continguts de diferents àmbits.
- Té utilitat com a reforç, antecedent o complement d'una activitat docent.[2]
- Il·lustra, esquematitza i aporta senzillesa a les classes explicatives.[2]
- És un suport tecnològic multimèdia motivador i amb una gran potencialitat expressiva.
- Afavoreix a l'atenció dels alumnes i al seu rendiment acadèmic al provocar més interès per la matèria.